# بعثة الأمم المتحدة في البوسنة والهرسك
بعثة الأمم المتحدة في البوسنة والهرسك كانت بعثة دولية تشكلت بموجب قرار مجلس الأمن رقم 1035 في 21 ديسمبر 1995. وقد أكملت ولايتها في 31 كانون الأول / ديسمبر 2002، عندما خلفتها بعثة شرطة الاتحاد الأوروبي في البوسنة والهرسك.
وأنشئت البعثة بالولاية:
تتمثل ولاية بعثة الأمم المتحدة في البوسنة والهرسك في المساهمة في إرساء سيادة القانون في البوسنة والهرسك من خلال المساعدة في إصلاح وإعادة هيكلة الشرطة المحلية، وتقييم أداء النظام القضائي الحالي، ورصد ومراجعة أداء الشرطة وغيرهم من المشاركين في الحفاظ على القانون والنظام.
وترأس بعثة الأمم المتحدة في البوسنة والهرسك الممثل الخاص للأمين العام الذي عينه الأمين العام كوفي عنان. مارس الممثل الخاص للأمين العام السلطة على مفوض شرطة قوة الشرطة الدولية التابعة للأمم المتحدة ونسق أنشطة الأمم المتحدة الأخرى في البوسنة والهرسك. وكانت المكونات الرئيسية لبعثة الأمم المتحدة في البوسنة والهرسك هي: قوة الشرطة الدولية؛ الوحدة الاستشارية للعدالة الجنائية؛ وحدة الشؤون المدنية؛ ومكتب حقوق الإنسان. كان للبعثة وجود على الصعيد الوطني مع مقار إقليمية في بانيا لوكا وبيخاتش ودوبوي وموستار وسراييفو وتوزلا ومقر إقليمي في برتشكو.
من عام 2001 حتى عام 2003، بناء على طلب الأمين العام كوفي عنان، عمل جاك باول كلاين كممثل خاص له ومنسق لبعثة الأمم المتحدة في البوسنة والهرسك، برتبة وكيل أمين عام. كرئيس للبعثة، كان يتمتع بسلطة إدارية عامة ومسؤولية إدارية يومية لـ 2700 ضابط شرطة دولي من 48 دولة مختلفة بميزانية قدرها 168.2 مليون دولار. قامت بعثة الأمم المتحدة بإعادة هيكلة وتقليص قوة شرطة ما قبل الحرب البالغ عددها 44000 إلى حوالي 16000 فرد مدرب. قامت البعثة بتجنيد وتدريب أول وحدة شرطة في البوسنة والهرسك تم نشرها في بعثة الأمم المتحدة في تيمور الشرقية والمجموعة الأولى من المراقبين العسكريين البوسنيين التابعين للأمم المتحدة. وركزت على مكافحة الإرهاب الدولي، والهجرة غير الشرعية، والجريمة المنظمة، وفي غضون ثمانية عشر شهرًا، تمكنت من خفض عدد الأشخاص غير الشرعيين الذين يدخلون البوسنة والهرسك، عبر مطاراتها الثلاثة، من 25000 إلى 300 شخص سنويًا.
في عام 2003، اكتشفت الضابطة كاثرين بولكوفاتش حلقة من الاتجار بالبشر تضم ضباط الأمم المتحدة، بعد ظهور فتاتين صغيرتين بعد بيعهما وسوء المعاملة في بيوت الدعارة غير القانونية. أثارت عشرات الفتيات روايات «متشابهة بشكل مخيف» عن سوء المعاملة: بما في ذلك الهجرة للعمل كنادلة أو في الخدمة المنزلية، بما في ذلك بإصرار من عائلاتهن - ولكن تم تحويلهن إلى الإتجار بالبشر. تم تهريبهم إلى مواقع مختلفة، وتم تجريدهم من ملابسهم قسراً وبيعهم لأفراد قاموا بضربهم واغتصابهم في بيوت الدعارة في البوسنة. 
صرحت بولكوفاتش بالاتهامات بأن رئيس البعثة كلاين رفض العديد من القضايا البارزة التي تم تصعيدها إليه بعد أن أحالت عددًا إلى وحدة الشؤون الداخلية. تم تكييف قصة بولكوفاك في فيلم «المبلغين». اتهمته مراجعة حسابات الأمم المتحدة، التي أصدرتها الحكومة الأمريكية في عام 2008، بشأن تصرفات كلاين في كل من البوسنة وليبيريا، بدور مهم في عدد من الفضائح، على الرغم من تبرئته من الفساد على وجه التحديد. في عام 2010، ذكرت مراجعة للأمم المتحدة أن التحقيق كان غير كاف وأن المزاعم تفتقر إلى الجدارة، بما في ذلك الإخفاق التام في إخطار كلاين بالادعاءات والسماح له بفرصة الرد عليها. 

## روابط خارجية
- المعلومات في موقع الأمم المتحدة
- هيومن رايتس ووتش، الآمال المغدورة: الإتجار بالنساء والفتيات إلى البوسنة والهرسك في فترة ما بعد الصراع من أجل الدعارة القسرية ، 26 نوفمبر 2002